# Gilbert Coullier
 (septembre 2010).
Si vous disposez d'ouvrages ou d'articles de référence ou si vous connaissez des sites web de qualité traitant du thème abordé ici, merci de compléter l'article en donnant les références utiles à sa vérifiabilité et en les liant à la section « Notes et références ».
Gilbert Coullier, né le 3 septembre 1946 à la Chapelle-sur-Dun (Seine-Maritime), est un producteur de spectacles français.

## Carrière
Gilbert Coullier passe son adolescence au Val-de-la-Haye. Titulaire d'un CAP d'imprimeur-typographe, il rejoint le monde de l'entreprise dès l'âge de 14 ans. Il devient conducteur typographe dans une imprimerie de Rouen (1960-1974) et fait ses premières armes dans le spectacle vivant en organisant des bals en Normandie[réf. nécessaire]. 
Le 28 mars 1975, il organise son premier spectacle avec Johnny Hallyday, au Parc des expositions de Rouen. À la suite de cette première expérience, il crée avec Jean-Claude Camus, la société Production CC devenue Spectacles Camus-Coullier, qui devient la plus importante société de production de spectacles française, en produisant les spectacles de nombreux artistes français tels Patrick Bruel, France Gall, Michel Berger ou encore Johnny Hallyday.
En mars 1991, il fonde Gilbert Coullier Productions.
Il développe également un catalogue d’humoristes en produisant les spectacles de Laurent Gerra, Gad Elmaleh ou encore  Patrick Timsit.
En 2009, Marc Ladreit de Lacharrière décide de prendre une participation de 40 % dans la société de production de Gilbert Coullier.
Le 2 septembre 2010, Gilbert Coullier devient le producteur de Johnny Hallyday.
Le 19 mars 2011, Michel Sardou décide de confier lui aussi la production de ses prochains spectacles à Gilbert Coullier.

### Autres mandats
Depuis septembre 2017, Gilbert Coullier est directeur général de la Société d'exploitation de spectacles de l'agglomération de Rouen (SESAR), qui gère le Zénith de Rouen depuis 2006[réf. nécessaire].

### Vie privée
En 1972, Gilbert Coullier rencontre Anne-Marie (dite Annette) Camus, née le 26 septembre 1952, sœur de Jean-Claude Camus, directrice du Zénith de Toulon jusqu'en 2020. Le couple se sépare en 1991[réf. nécessaire]. De cette union naissent deux enfants : Charlotte le 20 août 1978, directrice du Zénith de Limoges de janvier 2014 à août 2017 ; et Nicolas le 6 mars 1984, Directeur de Play Two Live depuis 2019. 
Gilbert Coullier se marie en secondes noces en 1996 avec Nicole devenue Coullier, née le 29 mars 1951, mère de l'actrice Candice Hugo, issue d'un premier mariage[réf. nécessaire].

## Distinctions

### Décorations
- Officier de la Légion d'honneur (2019)[8] ; chevalier (2001)[9]
- Officier de l'ordre national du Mérite (2008) ; chevalier (1997)[10]